# Montfrin
Montfrin is een gemeente in het Franse departement Gard (regio Occitanie). De plaats maakt deel uit van het arrondissement Nîmes en van het gemeentelijk samenwerkingsverband Communauté de Communes du Pont du Gard. Montfrin telde op 1 januari 2022 3.125 inwoners.

## Geschiedenis
De plaats is ontstaan rond een kasteel dat op een hoogte boven de Gardon werd gebouwd, dichtbij de monding in de Rhône. De donjon van het kasteel zou teruggaan op een Romeinse toren die hier onder keizer Antoninus Pius in de tweede eeuw werd gebouwd. Montfrin was een heerlijkheid en vanaf 1304 een baronie.
Montfrin was een ommuurde plaats. De omwaling telde vier poorten, de Porte de Montagnac in het noorden, de Porte du château in het oosten, de Porte des salins in het westen en de Porte d'Entrevilz in het zuiden. Die laatste poort gaf uit op de haven op de Gardon. Binnen de omwalling lag sinds 1146 een commanderij  van de tempeliers. Nadat de tempeliers in 1312 werden opgeheven, kwam de commanderij in handen van de hospitaalridders. De commanderij nam een gans huizenblok in beslag en omvatte ook de romaanse Notre-Dame de Malpaskerk.
Vanaf 1528 was de baronie in handen van de familie de Monteynard. Zij vormden in de zeventiende en achttiende eeuw de middeleeuwse burcht om tot een kasteel met woonfunctie. Met de stenen van de afgebroken omwalling werden terrassen rond het kasteel gebouwd. In diezelfde periode kreeg Montfrin faam als kuuroord. Er ontspringen drie bronnen (La Malautière, Cézerac en Font-Cluse) waaraan geneeskrachtige eigenschappen werden toegeschreven.
Tijdens de Franse Revolutie werd het meubilair van het kasteel vernield maar het gebouw ontsnapte aan afbraak omdat het gebruikt werd als militair hospitaal.

## Geografie
De oppervlakte van Montfrin bedroeg op 1 januari 2022 15,29 vierkante kilometer; de bevolkingsdichtheid was toen 204,4 inwoners per km². 
De Gardon stroomt door de gemeente. Montfrin ligt 10 kilometer stroomafwaarts van de Pont du Gard. Door het zuiden van de gemeente loopt de spoorlijn van de LGV Méditerranée en ten noorden loopt de autosnelweg A9.

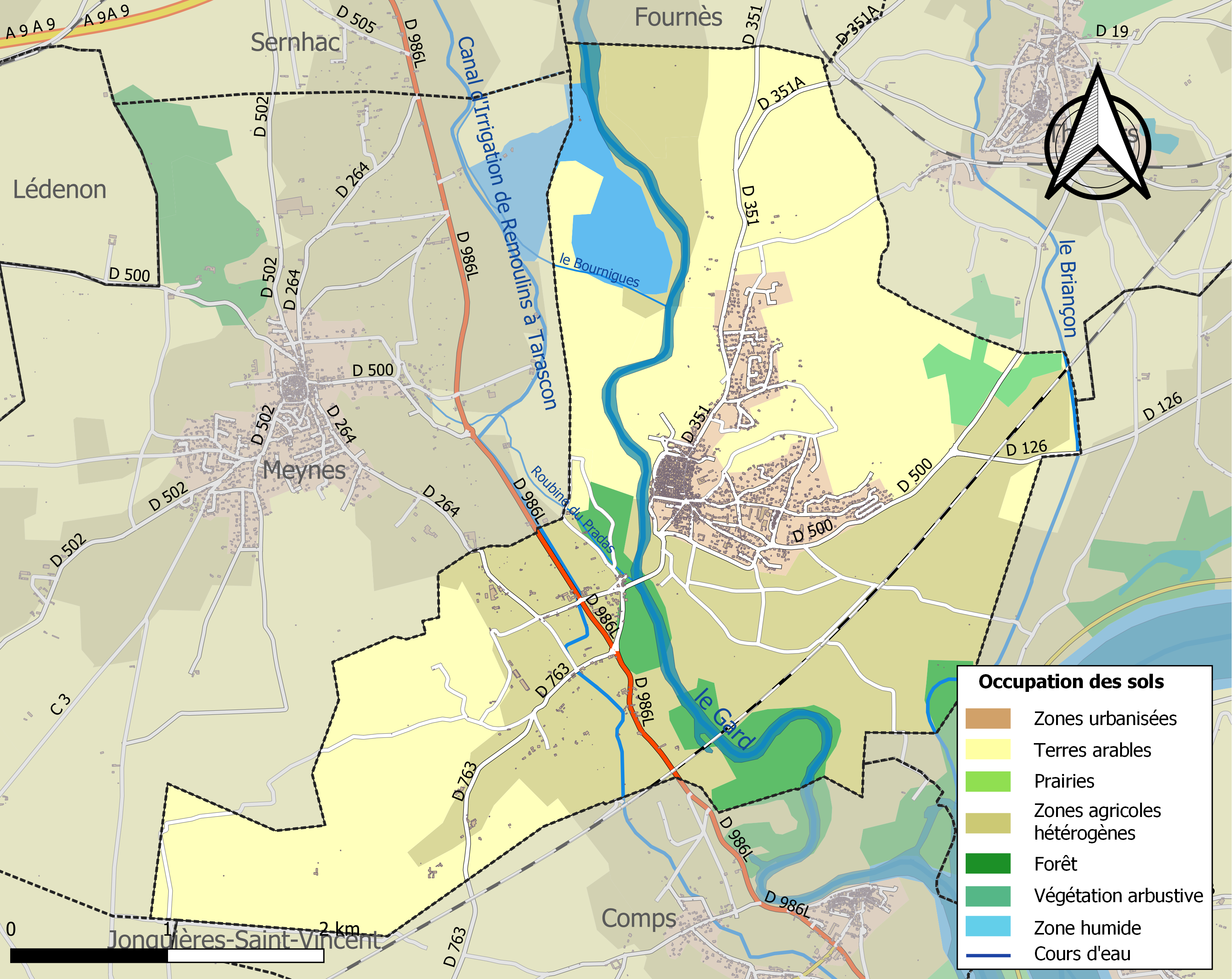
Kaart van de gemeente met belangrijkste infrastructuur, bodemgebruik en omliggende gemeenten

## Demografie
Onderstaande figuur toont het verloop van het inwonertal (bron: INSEE-tellingen).

## Economie

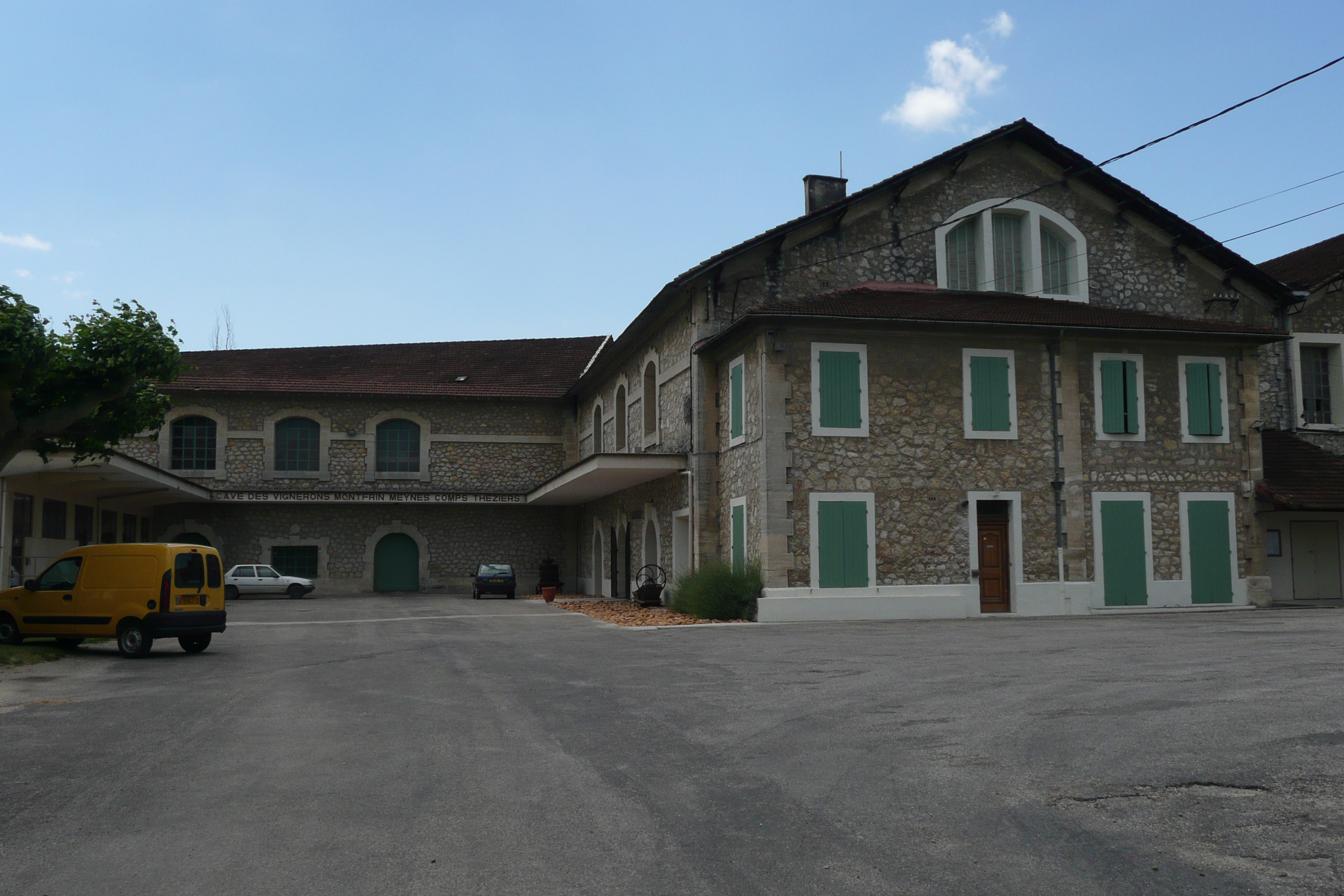
Wijncoöperatieve

Er is enige industrie in de gemeente, maar ook de landbouw blijft belangrijk. Er is onder andere wijnbouw en een deel van de wijngaarden in de gemeente valt onder de AOC Côtes du Rhône.